# Orfismus (náboženství)

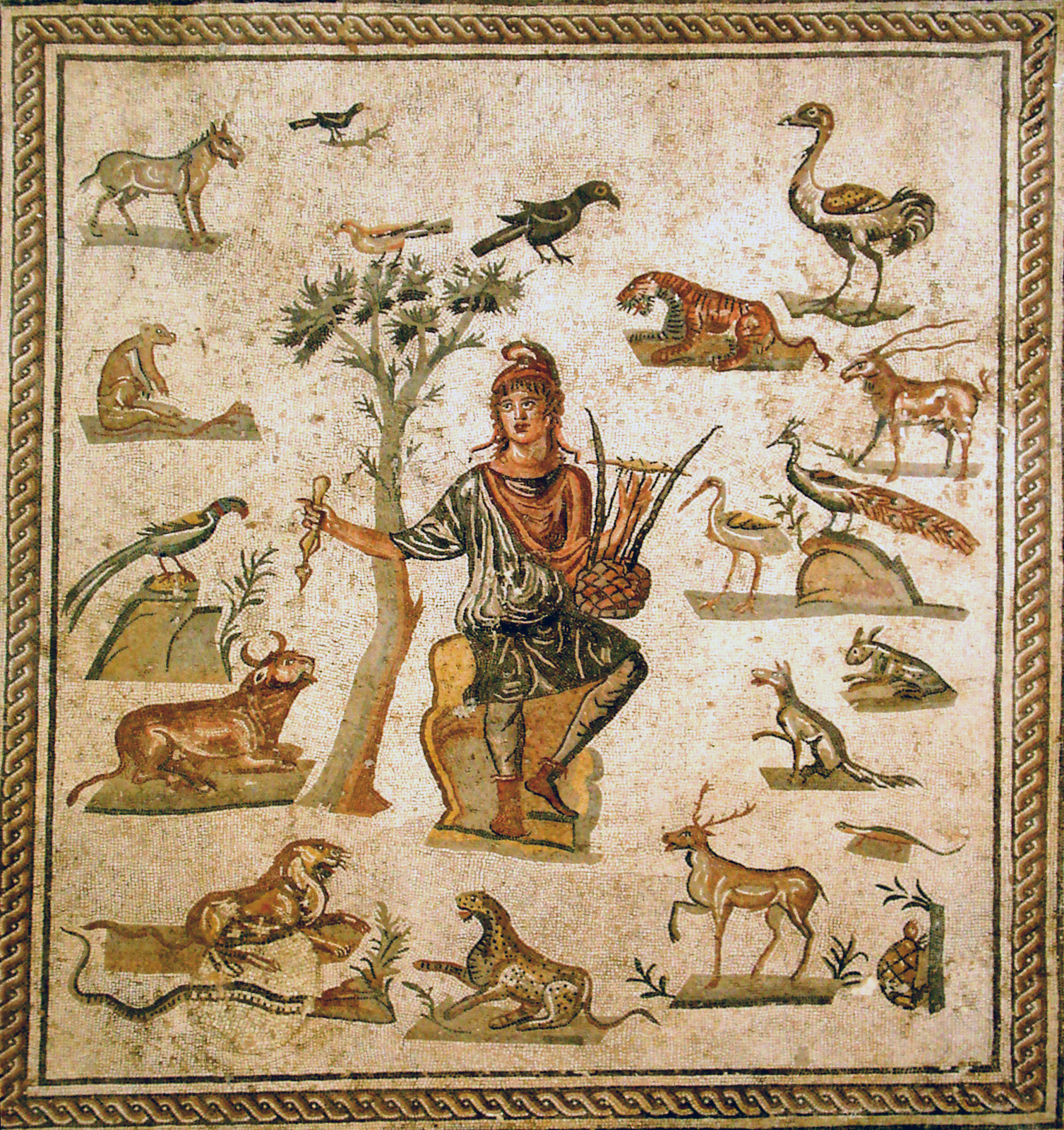
Orfeus na římské mozaice

Orfismus byl různorodý mystický proud starověkého řeckého náboženství odvozující svou nauku od mytického pěvce Orfea. Vznikl nejspíše v Thrákii nejpozději v 6. století př. n. l.
Doklady o orfismu se vyskytují v mnoha zlomcích, obsahujících pasáže z básní s theogonickou a kosmogonickou tematikou. Jejich soubor se nazývá orfika. Kromě mýtů o vzniku světa a zrození bohů se zabývají též lidskou duší a způsobem, jak dosáhnout blaženosti. Zdrojem textů jsou údajné básně mytického pěvce Orfea. Existuje přibližně 50 názvů básní, které mu jsou připisovány. Jejich soupis pořídil v 6. století novoplatonik Damaskios. Nejvýznamnější z básní byla tzv. Hieroi logoi z přelomu 7. a 6. stol. př. n. l., jež měla 24 knih. Dochovaly se z ní jen zlomky.
Základní charakteristikou orfik je přesvědčení, že příroda a všechny její formy – noc, den, vítr, kopce, hory či hvězdná obloha – mají božskou podstatu a vznikly spojením bohů. Živelní katastrofy jako zemětřesení či záplavy rovněž způsobují bohové. Stejný názor zastává i Hésiodos. Orfická nauka o stěhování duší měla vliv mj. na Pythagora a jeho školu. V orfikách se setkáváme s přesvědčením, že jen askeze může lidskou duši už na tomto světě osvobodit z pout tělesnosti. To bylo námětem tzv. Očistných písní (Katharmoi).
Stoupenci Orfea tvořili náboženskou sektu, do níž přijímali lidi bez ohledu na jejich společenské postavení. Členové doufali v možnost přiblížit se božstvu a v blažený posmrtný život. V Athénách byl hlavním představitelem orfismu věštec Onomacritos. Bylo mu však kladeno za vinu, že padělal věštby svého učitele Musaia.

## Ukázka orfického hymnu
Dobrého otce já dceru teď vzývám, nebeskou, svatou,
výhonek Země, to Themidu, která má líce jak poupě,
která smrtelným věštbu svou posvátnou poprvé dala,
v soutěsce delfské, kde bohům dávala neklamné věštby,
na zemi Pýthijské, když tam nad Pýthem držela vládu.
Vladaře Foiba ta zásadám věštným učila sama.
(Orfický hymnus 79)